# Vermählung der Jungfrau (Perugino)
Die Vermählung der Jungfrau ist ein Ölgemälde auf Holz (234 × 186 cm) des Malers Perugino, datiert 1501–1504 und befindet sich im Musée des Beaux-Arts in Caen in Frankreich. Es zeigt die Vermählung Marias mit Josef.

## Geschichte
Das Werk wurde ursprünglich für die Kapelle des Heiligen Rings im Dom von Perugia gemalt, in der die Reliquie des Eherings der Jungfrau aufbewahrt wird. Die Kapelle, fertiggestellt im Jahre 1489, wurde nach der Bergung der Reliquie im Jahre 1488 neu dekoriert, nachdem sie aus einer Kirche in Chiusi gestohlen wurde.
Das große Altarbild wurde, nachdem es ursprünglich bei Pinturicchio in Auftrag gegeben worden war, Perugino anvertraut, der dort von 1501 bis 1504 arbeitete. In der Zeit der französischen Besetzung Italiens wurde das Gemälde 1797 von Napoleon beschlagnahmt und seinem Onkel Kardinal Joseph Fesch übergeben. Dessen Sammlungen wurden 1845 zum Teil von dem Buchhändler Bernard Mancel aus Caen erworben, der sie 1872 dem Musée des Beaux-Arts de Caen übergab, das damals von dem Maler Alfred Guillard geleitet wurde. Jeder Versuch der Gemeinde Perugia, die Arbeit zurückzubekommen, scheiterte.

## Beschreibung und Stil
Die Komposition des Gemäldes erinnert an die Schlüsselübergabe, die Perugino etwa zwanzig Jahre zuvor in der Sixtinischen Kapelle als Fresko malte: Im Hintergrund steht ein großes achteckiges Gebäude mit einem zentralen Grundriss (Symbol des Jerusalemer Tempels) auf einem Sockel mit perspektivischen Platten. Die Szene im Vordergrund wird nach einem Ideal der geometrischen Rationalität verstärkt, die zu einem der Wahrzeichen der italienischen Renaissance geworden ist, besonders nachdem diese auch von Raffael bei der berühmt gewordenen Vermählung Mariä aus der Pinacoteca di Brera (1504) Verwendung fand.
Das Gebäude befindet sich am Ende einer Treppe und hat auf den vier Hauptseiten jeweils ein Renaissance-Säulenportal mit Rundbogen, Kuppel und wahrscheinlich ein Portal mit identischem dreieckigem Tympanon. Das Blendbogenmotiv findet sich auch auf den kleineren Seiten. Über dem Gurtgesims verfügt der zweite Stock über einen dekorativen Rahmen mit Pilastern, Markierungen und Gesimsen, in denen sich rechteckige Fenster mit gewölbten Tympana befinden. Die Kuppel mit einem Balustradenweg besteht aus Ziegeln, deren oberer Rand abgeschnitten ist, wodurch dieser noch imposanter wirkt als er tatsächlich ist. Es handelt sich um ein Gebäude, das an das klassische Ideal der Renaissance erinnert, wie es sich die Intellektuellen der damaligen Zeit anhand von Leon Battista Albertis Abhandlungen vorstellten: In Wirklichkeit wurden in der Römische Architektur nie Gebäude mit solchen Elementen ausgestattet.
Wie in den meisten Werken Peruginos ist die Komposition auf symmetrische Kriterien ausgerichtet, die durch die rhythmische Variation der Posen animiert werden. Um den zentralen Mittelpunkt des Priesters, der perfekt auf der Achse des Zentralgebäudes und vor der im Hintergrund offenen, majestätischen Tür steht, sind heilige Josef, links gelb gekleidet, mit männlichen Begleitern, und die Jungfrau Maria, rechts, gefolgt von den Frauen versammelt. Nach den Erzählungen Mariens war sie, sobald sie ihre Klosterzeit im Jerusalemer Tempel beendet hatte, in dem sie ihre ganze Jugend verbracht hatte, für die Hochzeit bestimmt, aber nur mit demjenigen, dessen Stab mit einem göttlichen Zeichen ausgewählt worden war. Josefs Wanderstab erblühte, jener der anderen jungen Männer dagegen nicht. In der Ikonographie der Episode sieht man immer mindestens einen von ihnen, der mit dem Bein oder Knie seinen eigenen Stab zerbricht. Das offensichtlich hohe Alter Josefs war ein Element, das die Unmöglichkeit einer Eheschließung hervorhob und damit das Dogma der Jungfräulichkeit Mariens implizierte.
Die Stoffe fallen schwer und leuchtend wie Farbflecken, mit einem „Nasseffekt“, den Perugino während seiner Ausbildung in Florenz in der Werkstatt von Verrocchio gelernt hatte. Die Landschaft im Hintergrund zeigt sanfte Hügel, die von schlanken Bäumen gesäumt sind, die in die Ferne zum Horizont hin verblassen und den Eindruck eines unendlich weiten und tiefen Raumes vermitteln.

## Sonstiges
Die Darstellung ist der Vermählung Mariä von Raffael aus dem Jahre 1504 sehr ähnlich. Das Bild gilt als Raffaels erstes Meisterwerk, mit dem er seinen Lehrer Perugino übertraf. Das Gemälde von Perugino war diesem allerdings zeitlich voraus und vermutlich das Vorbild.